# The Killers
The Killers (МФА:[ðə ˈkɪləz], в пер. с англ. — Убийцы) — американская альтернативная рок-группа, образованная в 2001 году Брэндоном Флауэрсом и Дэйвом Кенингом. Название было взято из видеоклипа группы New Order «Crystal» (2001), где под таким именем выступает липовая группа. В музыке The Killers наиболее четко прослеживается влияние групп New Order, Duran Duran, U2 и Oasis.
Группа выпустила семь студийных альбомов: Hot Fuss (2004), Sam's Town (2006), Day & Age (2008), Battle Born (2012), Wonderful Wonderful (2017), Imploding the Mirage (2020) и Pressure Machine (2021). Первые пять альбомов попали на первое место по продажам в Великобритании и Ирландии и разошлись общим тиражом более 25 миллионов копий по всему миру. Кроме того, группой была выпущена компиляция Sawdust (2007), концертный альбом Live from the Royal Albert Hall (2009) и сборник лучших песен под названием Direct Hits (2013).

## История

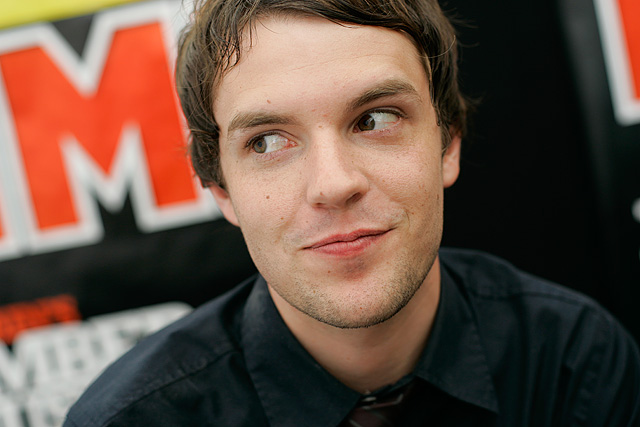
Брэндон Флауэрс

Рок-группа The Killers была создана в 2001 году в Лас-Вегасе четырьмя участниками — Брэндоном Флауэрсом (вокал, клавишные), Дэйвом Кенингом (гитара, вокал), Марком Стормером (бас) и Ронни Ваннуччи-младшим (ударные). Своё название парни взяли из клипа New Order «Crystal» — оно было написано на ударных несуществующего ансамбля, который фигурировал в клипе. Это был далеко не первый вариант названия их коллектива — сначала они предполагали назваться The Genius Sex Poets, но отказались от этой идеи, хотя это название написано на барабане в клипе на песню Mr. Brightside (2004) и впоследствии так же появилась одноимённая группа.
До того, как четверо участников создали группу, они успели сменить по несколько различных работ. Флауэрс, бросивший колледж, одно время работал коридорным в отеле Gold Coast. Кенинг, уроженец штата Айова, переехал в Лас-Вегас в 2000, после того, как бросил учёбу в университете родного штата. Он некоторое время проработал продавцом в магазине серии Banana Republic, но это занятие ему довольно быстро надоело. Марк Стормер подрабатывал курьером, развозящим медикаменты, а в основное время изучал философию в университете. Ронни Ваннуччи занимался по классу ударных в том же университете, а параллельно подрабатывал фотографом и водителем велотакси в огромном супермаркете.

### Начало карьеры
Формальное начало группы было положено, когда Флауэрс, оставшийся без своей первой группы Blush Response после того, как он отказался переехать вместе с ними в Лос-Анджелес, познакомился с Кенингом. Изначально Blush Response играли синти-поп — но после похода на концерт Oasis Флауэрс решил, что нужно двигаться в сторону гитарной музыки. Именно поэтому он ответил на объявление Кенинга в газете — тот не только был гитаристом в поисках группы, но и указывал среди своих любимых музыкантов все тот же Oasis. Флауэрс и Кенинг моментально сошлись характерами и начали репетиции. В качестве басиста у них тогда выступал сосед Кенинга, а за ударные сел ещё один знакомый. Впрочем, долго эти басист с ударником не задержались, и вскоре Флауэрс и Кенинг остались вдвоем. И Стормер, и Ваннуччи играли в то время в других местных группах. Когда Флауэрс с Кенингом обратились к ним c просьбой присоединиться к их группе, оба некоторое время сомневались, стоит ли делать это — обоим музыкантам группа казалось слишком «зеленой». Впрочем, Ваннуччи в конце концов принял решение вступить в The Killers, а Стормер довольно быстро подружился с Флауэрсом. Таким образом, он стал последним влившимся в состав группы музыкантом. Вскоре новая группа уже сыграла свой первый концерт — в клубе под названием The Junkyard («Свалка»).
Понемногу юная группа стала привлекать внимание различных агентов и представителей лейблов. Так, встреча с представителем английского отделения Warner Bros закончилась вроде бы неудачей — контракт подписан не был; однако представитель взял демозапись The Killers с собой в Англию, где и показал её своему другу, владельцу одного независимого лейбла. Тот был весьма впечатлён, и вскоре музыканты собирали чемоданы, отправляясь в Англию. Там их ждал контракт с Лондонским лейблом Lizard King Records, который к тому же имел контракт на распространение своей продукции через сеть куда более крупной компании Island Records.

### Hot Fuss
В июне 2004 года ребята уже выпустили свой дебютный альбом «Hot Fuss». Первый сингл «Somebody Told Me» поначалу прошёл незамеченным, но тут к делу подключился журнал NME, засыпавший The Killers похвалами за их выступления в Англии. Второй сингл, «Mr. Brightside», уже попал в британский топ-10, а повторный выпуск «Somebody Told Me» обернулся полноценным европейским хитом. Музыка The Killers была в основном вдохновлена группами первой половины 80-х, игравших в направлении под названием new wave (новая волна) — в основном Duran Duran и New Order, а также группой Interpol, чей первый альбом «Turn on the Bright Lights» группа слушала во время записи «Hot Fuss». Брэндон Флауэрс также говорил в интервью, что их пристрастие к помпезному, стадионному звучанию объясняется тем, что они из Лас-Вегаса — города, в котором во главу угла всегда ставился понт.
Благодаря постоянным концертам и серии выступлений на популярных телешоу как Англии, так и Америки, The Killers вскоре добились довольно широкой известности. Во время их выступления на фестивале Glastonburry им даже предлагали стать хедлайнерами после того, как выступление Кайли Миноуг пришлось отменить из-за того, что у певицы нашли рак груди, однако группа отказалась — они сочли, что в их репертуаре пока недостаточно песен для полноценного хедлайнерского шоу. Вместо главной сцены в последний день фестиваля, они отыграли на меньшей по размеру пирамидальной сцене в самый первый день. Несмотря на такую скромность музыкантов, наблюдатели отметили, что выступление The Killers вызвало среди зрителей фестиваля едва ли не наибольший ажиотаж. Этим же летом они выступили на шотландском фестивале T in the Park, где Брэндон Флауэрс даже вышел на сцену вместе со своими кумирами New Order, чтобы исполнить песню «Crystal» — ту самую, из клипа на которую The Killers позаимствовали своё название. А сразу после этого они отправились в Вену, откуда начиналась европейская ветка масштабного турне других героев группы, ирландской четверки U2 — всю эту часть гастролей The Killers выступали на разогреве этих славных ребят.
В июле 2005 года группа также приняла участие в концерте Live 8 в Лондоне, где они исполнили песню «All These Things That I’ve Done». Робби Уильямс, выступавший следом за ними, вставил в свою песню одну из ключевых строчек из исполненной ими песни — он спел «I’ve got soul, but I’m not a soldier». Следом эту идею подхватили группы Coldplay и U2 — и те, и те, вставили эту строчку в собственные песни, выступая с концертами в Лас-Вегасе, в то время как музыканты The Killers находились в зале. Песня также попала на саундтрек к двум фильмам — «Матадор» Ричарда Шепарда и «Сказки юга» Ричарда Келли.

### Sam’s Town
Второй альбом The Killers «Sam’s Town», названный в честь одного из старых казино Лас-Вегаса, увидел свет в октябре 2006 года. По словам группы, альбом был посвящён той Америке, что живёт в мифах и легендах — буклет был оформлен прекрасными черно-белыми фотографиями знаменитого Антона Корбейна. Брэндон Флауэрс даже заявил, что это будет «лучший альбом за последние двадцать лет». Первый сингл с альбома, «When You Were Young», добрался до второго места британских чартов.

### Sawdust

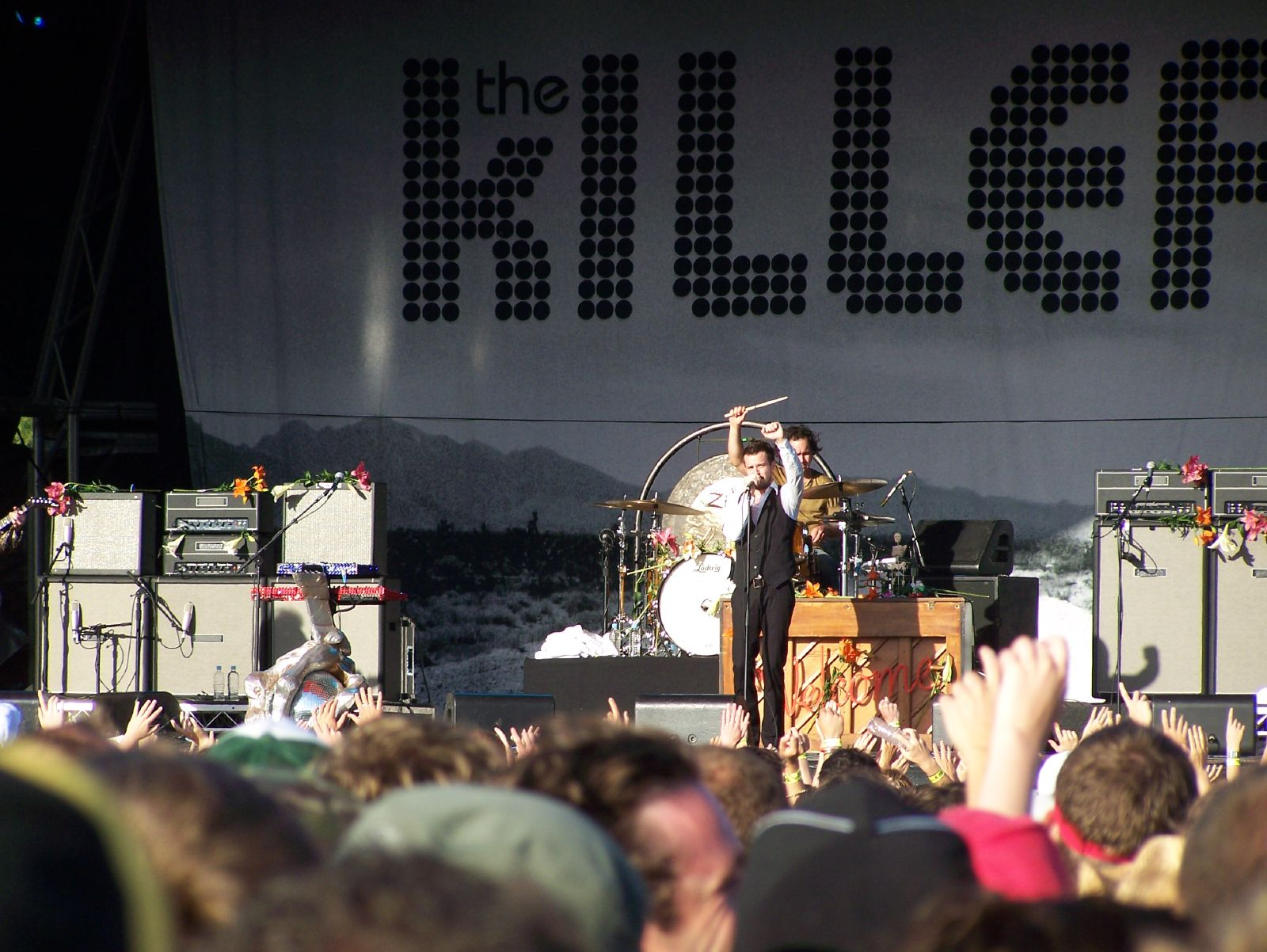
The Killers в 2007 году

В ноябре 2007 года вышел сборник бисайдов Sawdust, включающий в себя редкие песни группы, а также некоторые саундтреки. Первым синглом с этого сборника стала песня «Tranquilize», психоделическая рок-баллада, записанная при участии Лу Рида. Для кавер-версий группа выбрала песни Joy Division, Dire Straits и The First Edition. Журнал Rolling Stone признал Sawdust лучшей подборкой бисайдов за последние десять лет.

### Day & Age
Третий студийный альбом Day & Age был выпущен 22 ноября 2008 года в Австралии (24 в Великобритании, 25 ноября в США). Первым синглом стала песня «Human», которая была выпущена в продажу 30 сентября 2008 года.

### Battle Born
Первой ласточкой с четвёртого студийного альбома стала песня «Runaways». Премьера вызвала бурю отзывов, как положительных, так и не очень. Несколько часов после релиза The Killers находились в мировом топе Twitter-трендов. 18 сентября группа устроила масштабное шоу в Нью-Йорке в честь выхода пластинки, выступление мог видеть каждый — портал YouTube транслировал его в режиме реального времени. Следом, в ноябре, вышло первое видео на песню «Miss Atomic Bomb» — клип представляет собой хронику концертного тура по Великобритании и состоит из нарезки ярких моментов в жизни группы как на сцене, так и за её пределами. Второе полноценное анимационное видео на «Miss Atomic Bomb» вышло 25 декабря 2012 года и было признано Music Video Production Association (MVPA) лучшим в категории «Лучшее анимационное видео». Также 25 декабря вышло видео на «Here With Me» режиссуры Тима Бёртона.
The Killers выступили 29 июня 2013 года в рамках фестиваля PARK LIVE, который прошёл в Москве на площадке Всероссийского выставочного центра. На тот момент это было первое выступление в России за всю их концертную деятельность. По этому поводу, перед исполнением финальной песни шоу, Брэндон Флауэрс сказал: «Я обещаю, нам не понадобится ещё 10 лет, чтобы вернуться».

### Direct Hits
11 ноября 2013 года The Killers выпустили сборник лучших песен, в который также вошли новые синглы «Shot At The Night» и «Just Another Girl».

### (Red) Christmas
The Killers ежегодно выпускают благотворительные рождественские песни. 30 ноября 2011 года был выпущен мини-альбом (Red) Christmas, собравший в материал за 2006—2011 год: «A Great Big Sled» (2006), «Don’t Shoot Me Santa» (2007), «Joseph, Better You Than Me» (2008), «¡Happy Birthday Guadalupe!» (2009), «Boots» (2010, песня по мотивам диалога из фильма «Эта прекрасная жизнь»), «The Cowboys' Christmas Ball» (2011, песня по мотивам одноимённого стихотворения Уильяма Читтендена 1890 года). В записи этих песен принимали участие известные музыканты, такие как Элтон Джон, Нил Теннант из Pet Shop Boys, Тони Хэллидэй из Curve, группы Wild Light и The Bronx.
1 декабря 2012 вышел рождественский сингл — «I Feel It in My Bones». Очередную рождественскую песню — «Christmas in L.A.» — группа подготовила к началу декабря 2013 года. Клип на «Christmas in L.A.» снял актёр Оуэн Уилсон, он же сыграл в нём главную роль. В клипе подаётся история о безвестном актёре-неудачнике из Лос-Анджелеса, который проводит Рождество один. 1 декабря 2014 года вышел очередной сингл «Joel the Lump of Coal», записанный при участии популярного американского телевизионного ведущего Джимми Киммела. Премьера песни состоялась в эфире его ток-шоу «Jimmy Kimmel Live!».

## Состав
- Брэндон Флауэрс — вокал, клавишные, бас-гитара
- Дэйв Кюнинг — гитара
- Марк Стормер — бас-гитара, ритм-гитара, бэк-вокал
- Ронни Вануччи-младший — ударные, вокал

## Дискография
Альбомы
- Hot Fuss (2004)
- Sam's Town (2006)
- Day & Age (2008)
- Battle Born (2012)
- Wonderful Wonderful (2017)
- Imploding The Mirage (2020)
- Pressure Machine (2021)